# Univerzitet u Kolkati
Univerzitet u Kolkati, neformalno poznat kao Kolkatski univerzitet (CU), kolegijatni je javni državni univerzitet smešten u Kolkati u Zapadnom Bengalu u Indiji. On je uspostavljen je 24. januara 1857. godine i bio je jedna od prvih institucija u Aziji koja je osnovana kao multidisciplinarni univerzitet zapadnog stila. Trenutno su nadležnosti univerziteta ograničene na nekoliko okruga Zapadnog Bengala. Unutar Indije je priznat kao „Univerzitet sa pet zvezdica”, a Nacionalno veće za procenu i akreditaciju akreditovalo je ovu ustanovu ocenim „A”. Univerzitet u Kolkati je Univerzitetska komisija za grantove (Indija) (UGC) nagradila statusom „Centra sa potencijalom za izvrsnost u datoj oblasti” i „Univerziteta sa potencijalom za izvrsnost” (UGC).
Univerzitet ima ukupno četrnaest kampusa raširenih po gradu Kolkati i njenovim predgrađima. Od 2020. godine, on obuhvata 151 koledž, kao i 21 institut i centar. Univerzitet je bio sedmi na Rang listi indijskih univerziteta 2020, koju je objavio Nacionalni institucionalni okvir za rangiranje (NIRF) Ministarstva za razvoj ljudskih resursa (sada Ministarstvo obrazovanja) vlade Indije.
Njegovi alumni i osoblje obuhvataju nekoliko šefova država, šefove vlada, socijalne reformatore, istaknute umetnike, jedinog indijskog dobitnika Akademske nagrade i dobitnika Dirakove medalje, mnoge članove Kraljevskog društva i pet nobelovaca - najveći broj u Južnoj Aziji prema podacima iz 2019. Pet nobelovaca povezanih sa ovim univerzitetom su: Ronald Ros. Rabindranat Tagor, Čandrasekara Venkata Raman, Amartja Sen i Abhidžit Vinajak Banerdži. Univerzitet ima najveći broj studenata koji su položili Nacionalni test podobnosti. Univerzitet u Kolkati je učesnik inicijative Akademskog uticaja Ujedinjenih nacija.

## Istorija

### Pre nezavisnosti
Doktor Fredrik Džon, sekretar za obrazovanje britanske vlade u Indiji, prvobitno je u Londonu dao predlog za osnivanje univerziteta u Kolkati, poput Londonskog univerziteta. U julu 1854. godine, Odbor direktora Istočnoindijske kompanije poslao je depešu, poznatu kao Vudova depeša, generalnom guverneru Indije u Savetu, da osnuje univerzitete u Kalkuti (sada Kolkata), Madrasu (sada Čenaj) i Bombaju (sada Mumbaj).
Zakon o univerzitetu u Kolkati stupio je na snagu 24. januara 1857. godine, i formiran je 41-člani Senat kao telo univerziteta za donošenje pravilnika. Zemljište za osnivanje univerziteta dao je maharadža Mahešvar Sing Bahadur, koji je bio maharadža iz Darbandže. Kada je univerzitet prvi put osnovan, imao je nadležnost od Lahora do Ranguna (danas Jangon) i Cejlona, najvećeg od svih indijskih univerziteta. Univerzitet u Kalkuti postao je prvi univerzitet smešten istočno od Sueca, na kome su se predavali evropski klasici, englesku književnost, evropska i indijska filozofija, i zapadna i orijentalna istoriju. Prva medicinska škola u Aziji, Medicinski koledž u Kalkuti, bila je povezana sa univerzitetom 1857. godine. Prvi ženski koledž u Indiji, Betun koledž, povezan je sa univerzitetom. Od 1836. do 1890. godine, Vladin naučni koledž, Džabalpur, prvi indijski naučni koledž, bio je povezan sa Univerzitetom u Kalkuti. Prva univerzitetska biblioteka počela je da funkcioniše tokom 1870-ih. Džodu Nat Bos i Bankim Čandra Čatopadjaj postali su prvi diplomci univerziteta 1858. godine, a dr Kadambini Ganguli i Čandramuki Basu prve diplomirane žene u Indiji 1882. godine. Prvi kancelar i vicekancelar Univerziteta u Kalkuti bili su generalni guverner Lord Kaning i vrhovni sudija Vrhovnog suda, Ser Vilijam Kolvil. Ašutoš Mukerdži bio je vicekancelar tokom četiri uzastopna dvogodišnja mandata (1906–1914) i petog dvogodišnjeg mandata 1921–23.
U početku je univerzitet bio samo udruženo i ispitno telo. Sav akademski i nastavni rad obavljan je u konstituentnim koledžima, a to su bili Predsednički koledž (danas se zove Predsednički univerzitet), Sanskritski koledž i Bengalski inženjerski koledž (sada se zove Indijski institut za inženjersku nauku i tehnologiju). Tokom tog perioda, u prostorijama saveta Medicinskog koledža i bolnice u Kalkuti i privatnoj rezidenciji vicekancelara održavani su sastanci Senata. Saveti osoblja fakulteta su se uglavnom odražavali u rezidencijama predsednika datih fakulteta, u Građevinskoj školi ili u Zgradi pisaca. Zbog nedostatka prostora, univerzitetski ispiti su se održavali u gradskoj skupštini Kolkate i na drugim lokacijama poput Majdana koristeći šatore.
Godine 1866, bespovratna sredstva su odobrena u iznosu od ₹81.600 (US$1.100) za lokaciju i ₹170.561 (US$2.400) za izgradnju nove zgrade u Koledž ulici. Ona je otvorena 1873. godine i zvala se Senatska zgrada. Ona je imala sale za sastanke senata, komoru za vicekancelara, kancelariju registrara, ispitne sale i predavaonice. Godine 1904, na univerzitetu je započela postdiplomska nastava i istraživanje, što je dovelo do povećanja broja studenata i kandidata. Nakon skoro šezdeset godina, druga zgrada, poznata kao Darbanga zgrada, podignuta je 1912. godine donacijom ₹2,5 lakh (US$3.500) maharadže Mahešvara Singa Bahadura. U njoj su bili smešteni Univerzitetski pravni fakultet, njegova biblioteka i neke univerzitetske kancelarije, a na njegovom najvišem spratu je bio prostor za održavanje univerzitetskih ispita. Iste godine, vlada Britanske Indije odobrila je sumu od ₹8 lakh (US$11.000) za sticanje tržišta, Bazara Madab Babu, smeštenog u blizini Senatske kuće, i započela je izgradnja nove zgrade za nastavna odeljenja. Ona je otvorena 1926. godine, a kasnije je nazvana Asutoš zgrda, po Asutošu Mukerdžiu, prorektoru univerziteta tokom 1906–14. Između 1912. i 1914. godine, Taraknat Palit i Raš Behari Goš, dva ugledna pravnika, donirala su sredstva u ukupnom iznosu od ₹25 lakh (US$35.000) i osnovali Univerzitetski koledž nauka na Gornjoj kružnoj ulici (danas poznat kao Ačarja Prafula Čandra ulica).

### Nakon nezavisnosti
Pre podele Indije, dvadeset i sedam koledža iz Istočnog Bengala (danas Bangladeš) bilo je povezano sa ovim univerzitetom. Godine 1951, vlada Zapadnog Bengala donela je Zakon o univerzitetu u Kolkati, koji je zamenio raniji akt iz 1904. godine i obezbedio demokratsku strukturu univerziteta. Iste godine je usvojen Zakon o srednjem obrazovanju u Zapadnom Bengalu, koji povezuje univerzitet sa maturskim ispitom. Postepeno su zahtevi univerziteta rasli, i Senatska zgrada je postajala nedovoljna. Nakon stogodišnjice Univerziteta u Kolkati, zgrada je srušena kako bi se dobio prostor za bolju zgradu. Godine 1957, godine stogodišnjice univerziteta, univerzitet je dobio je donaciju u iznosu od ₹1 krora (što je ekvivalentno sa ₹81 krora ili US$11 miliona 2019) od Komisije za univerzitetske stipendije, koja je pomogla izgradnju Stogodišnje zgrade u kampusu u Koledž ulici i zgrade Pravnog koledža u Hazra ulici kampusa. Ekonomsko odeljenje dobilo je sopstvenu zgradu 1958. godine u blizini Barakpor Trank ulice. Godine 1965, otvoren je Dijagnostički istraživački centar bolnice Goenka za Medicinski fakultet Univerziteta kao univerzitetska zdravstvena služba. Do 1960. godine, zgrada Senata bila je jedna od najistaknutijih gradskih znamenitosti. Godine 1968, otvorena je Zgrada stogodišnjice na bivšoj lokaciji Senatske kuće. Trenutno se u njoj nalaze Centralna biblioteka, Muzej indijske umetnosti Asutoš, auditorijum stogodišnjice i niz univerzitetskih kancelarija. Do sredine 1970-ih, on je postao jedan od najvećih univerziteta na svetu, sa 13 koledža pod njegovom direktnom kontrolom i više od 150 asociranih koledža, kao i 16 postdiplomskih fakulteta. Godine 2001, Univerzitet u Kolkati je bio u prvom ciklusu akreditacije univerziteta dobio status 'Pet zvezdica' od strane Nacionalnog veća za procenu i akreditaciju (NAAC). U 2009. i 2017. godini NAAC je dodelio svoju najvišu ocenu „A” Univerzitetu u Kolkati u drugom i trećem ciklusu akreditacije univerziteta. Godine 2019, centralna biblioteka univerziteta i 40 departmanskih biblioteka otvorene su za javnost. One imaju preko milion knjiga i više od 200.000 časopisa, zbornika i rukopisa.

## Literatura
- Banerjee, Pramatha Nath (1957). Hundred Years of the University of Calcutta. Kolkata, India: University Press and Publications.
- Bose, P. K. (1973). Calcutta University: Some Problems and Their Remedies. Kolkata, India: University Press and Publications.
- Chakraborty, Rachana (1998). Higher Education in Bengal, 1919-1947: A Study of Its Administration and Management. India: Minerva Associates. ISBN 9788185195766.

## Spoljašnje veze
- Zvanični veb-sajt
- „Campus Area”. University and its Campuses. University of Calcutta. Архивирано из оригинала 21. 3. 2007. г. Приступљено 11. 4. 2007.
- „University College of Science, Technology & Agriculture”. www.caluniv-ucsta.net. Приступљено 2020-06-29.
- University Campus Архивирано 22 јун 2012 на сајту  caluniv.ac.in. Retrieved 12 August 2012
- „Rajabazar_Science_College_campus”. caluniv.ac.in. Архивирано из оригинала 23. 10. 2020. г. Приступљено 30. 6. 2020.